# Масово чудо
„Масово чудо“ е български игрален филм (драма) от 1981 година на режисьора Иван Павлов, по сценарий на Константин Павлов. Оператор е Пламен Хинков. Художник е Борис Нешев. Музиката във филма е композирана от Божидар Петков.

## Актьорски състав
- Димитър Ганев – Кирил
- Георги Стефанов – инженер Донев
- Рут Спасова – Софка
- Стоян Стоев – Горчев
- Константин Димчев – Светията
- Минко Минков – доносникът Страти
- Веселин Борисов – Мето
- Николай Ангелов – Стою
- Живка Пенева – Каката
- Уляна Стойчева – Кина
- Евелина Дряновска – Кети
- Стефан Попов – Ицо
- Асен Димитров – Панайот
- Христо Александров – Гелето
- Антон Карастоянов – Симо
- Бригита Чолакова – водещата
- Милко Никодимов – Юсни
- Борис Начев – Лютви
- Стоян Памуков – Исмаил
- Красимира Стоянова – Станка
- Милка Петрова – жената на Светията
- Стефан Джуров – бай Георги
- Димитър Георгиев – бай Серги
- Катерина Евро – (не е посочена в надписите на филма)
- Иван Обретенов – не е посочен в надписите на филма)